# TeXShop
TeXShop ist ein quelloffenes Programm zur Verwendung von TeX bzw. LaTeX unter macOS. TeXShop benötigt eine vorhandene TeX-Installation. Der Editor ist Bestandteil von MacTeX.
Es wurde von dem amerikanischen Mathematikprofessor Richard Koch entwickelt. TeXShop wurde eigens für Aqua (die Benutzeroberfläche von macOS) geschaffen und profitiert von der nativen PDF-Unterstützung des Apple-Betriebssystems. Von Mitsuhiro Shishikura wurde es um die Fähigkeit erweitert, mathematische Ausdrücke direkt in Keynote-Präsentationen zu übertragen.
Das Programm wurde wegen seiner gelungenen Benutzeroberfläche von Apple im Jahr 2002 für TeXShop 1.19 mit einem Preis, dem Apple Design Award, ausgezeichnet.
Während die Oberfläche seit vielen Jahren praktisch unverändert ist, wurde der Funktionsumfang mehrfach ausgebaut. Zum Beispiel ist TeXShop seit der Tiger-Version in der Lage, auch ohne Hilfsprogramme zwischen Quelltext und Voransicht hin- und herzuspringen.
Mit der Versionsnummer 1.35 wurde TeXShop um XeTeX-Unterstützung erweitert.